# Liman (estuario)
Il liman (del greco medioevale λιμάνι, limàni, rifugio costiero; in greco antico: λειμών?, leimòn, ambiente umido) è un tipo particolare di foce di fiume avente alcune caratteristiche tipiche anche delle lagune: una grande ampiezza, un esiguo sbocco del fiume sul mare, la presenza tra esso e il mare di lunghi lidi sabbiosi.
Il termine è stato diffuso dai Turchi quando hanno occupato la sponda occidentale e settentrionale del mar Nero, con il significato di baia e porto. In bulgaro, rumeno, ucraino e russo la parola indica un particolare estuario.
Il termine limàn (лиман) si usa nella lingua russa per definire un ampio estuario accanto al termine gubà (губа, baia); gubà è utilizzato nelle fonti russe per gli estuari delle coste artiche (ad esempio, l'Obskaja guba, la Čëšskaja guba, la Gydanskaja guba, la Chromskaja guba, ecc.), mentre il termine liman si riferisce agli estuari delle coste ucraine del Mar Nero e per quelli del mar d'Azov  (esempi: liman del Dnestr, liman Suchij, liman Chadžibejc'kij, liman Tiligul'skij, liman Berezans'kij, liman Sosic'kij, liman del Dnepr, liman Moločnij).
Un liman si forma alla foce di un fiume, dove il flusso è bloccato da una barra di sedimenti. Il liman può essere marittimo (la barra creata dalla corrente del mare) o fluviale (la barra creata dal flusso di un fiume maggiore alla confluenza). 

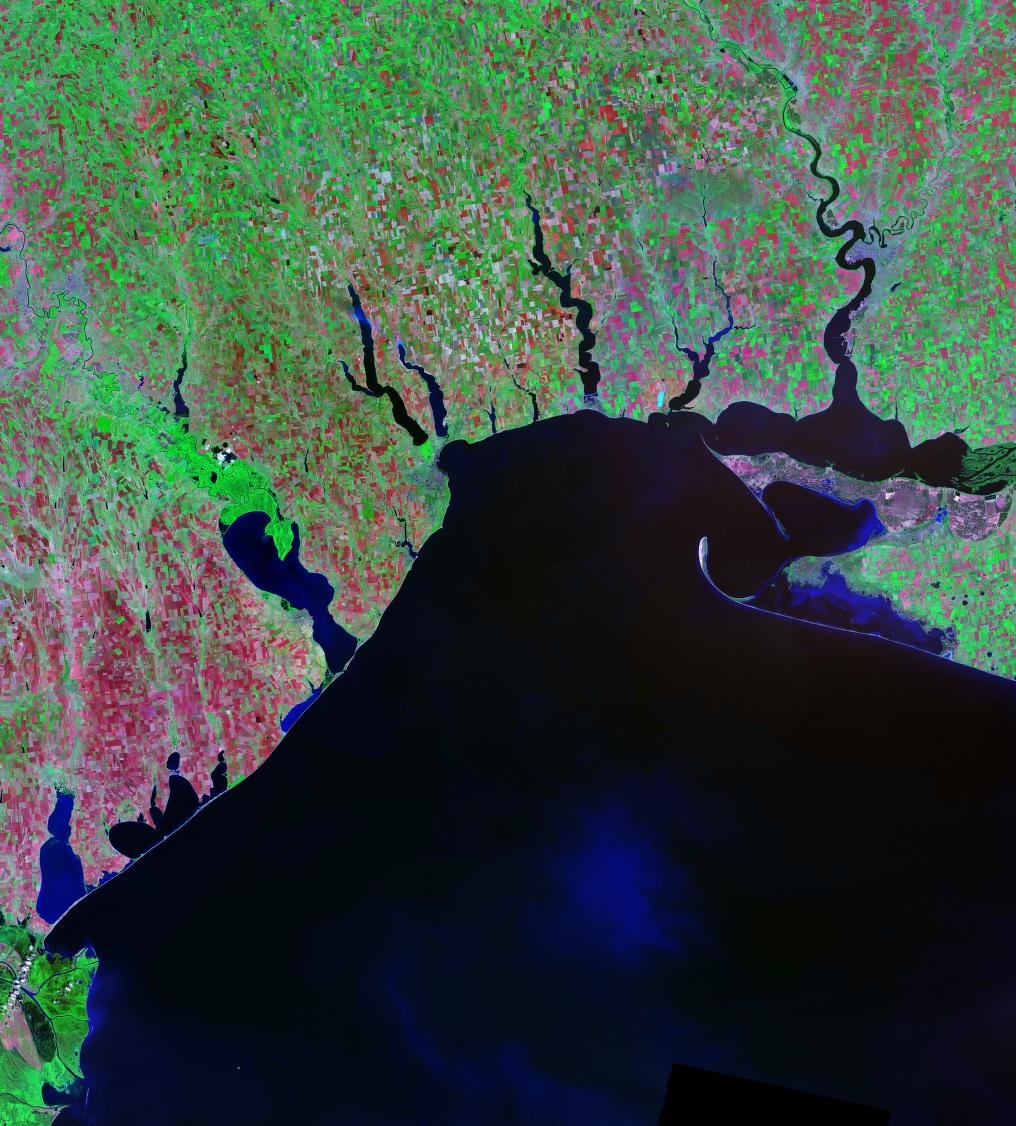
I liman della costa nord-ovest del mar Nero

Tali caratteristiche si trovano in luoghi con bassa escursione di marea, per esempio lungo la costa occidentale e settentrionale del mar Nero, nel mar Baltico (laguna della Vistola, la laguna dei Curi), così come lungo la parte più bassa del Danubio. Esempi di liman: lago di Varna in Bulgaria, lago Razim (Razelm) in Romania, il liman del Dnestr in Ucraina, il liman dell'Anadyr' nella Čukotka e il liman dell'Amur nel Territorio di Chabarovsk.
L'acqua in un liman è salmastra con salinità variabile: durante i periodi di bassa assunzione di acqua dolce può diventare molto più salina a seguito di evaporazione e dell'afflusso di acqua di mare.

## Galleria d'immagini

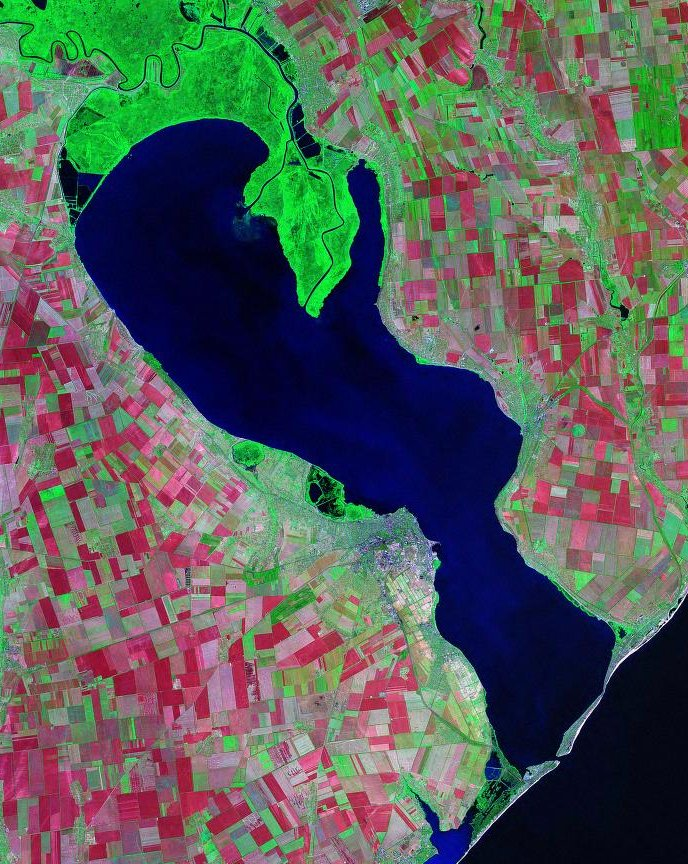
Liman del Dnestr e, in basso, parte del liman del Budak.
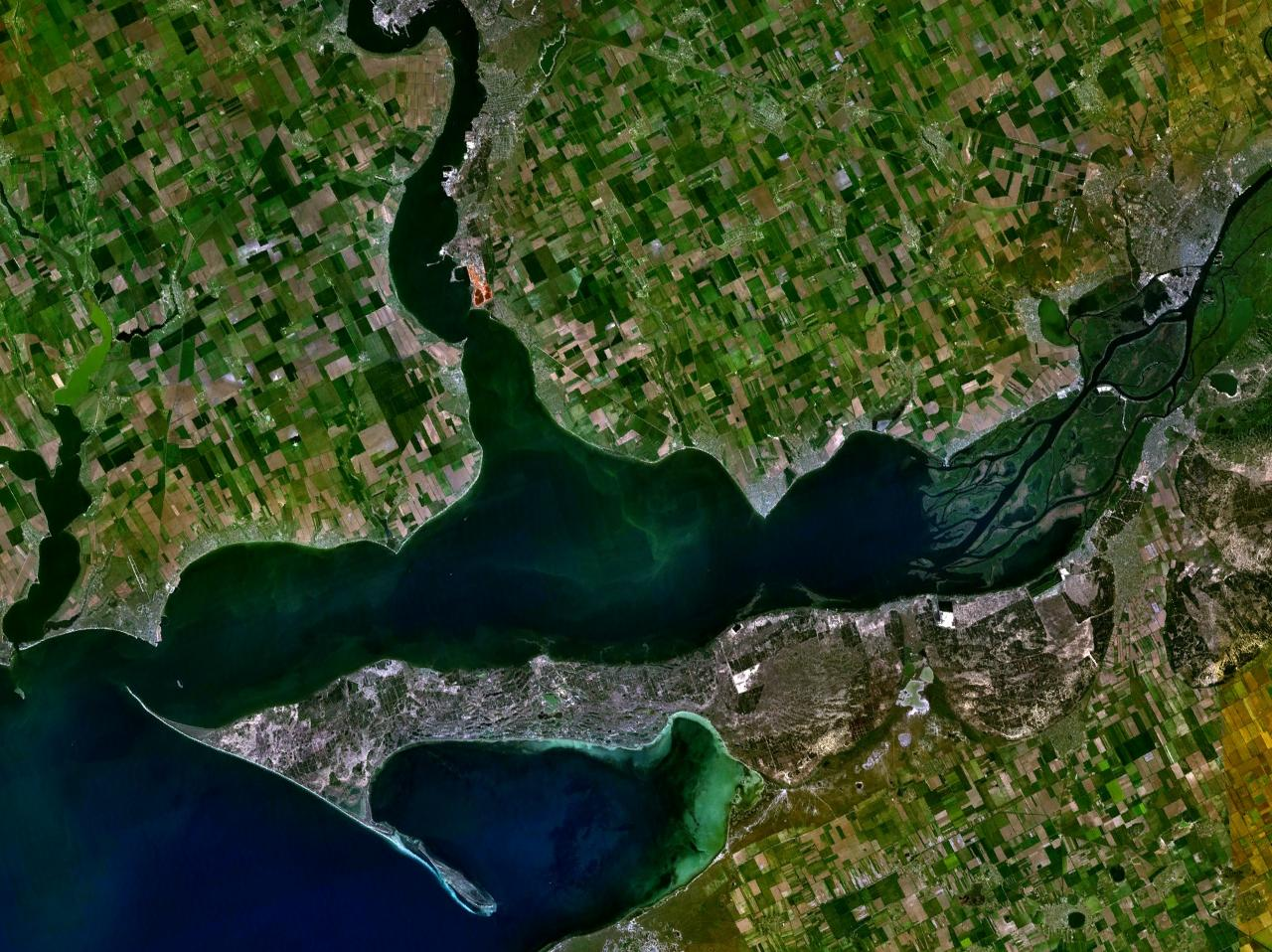
Liman del Dnepr
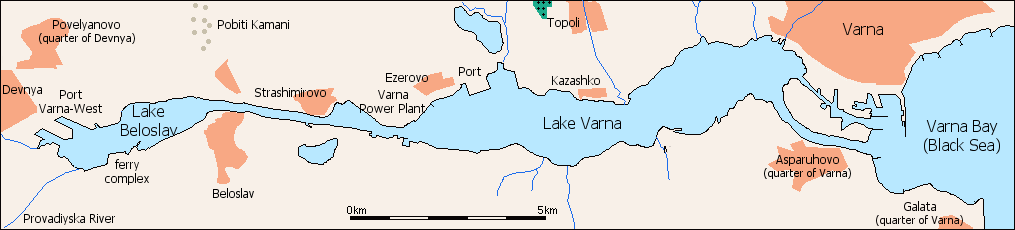
Il lago di Varna
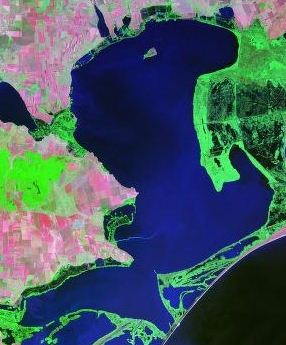
Il lago Razim
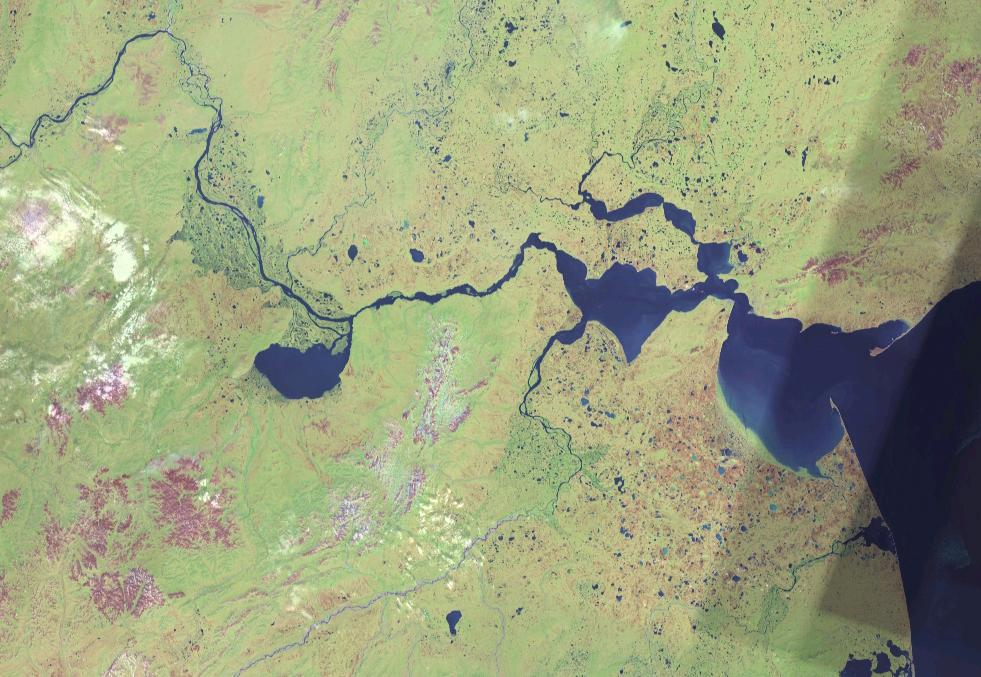
Il liman dell'Anadyr'